# Bruxelles-Ingooigem 1989
La Bruxelles-Ingooigem 1989, quarantaduesima edizione della corsa, si svolse il 14 giugno. Fu vinta dal belga Hendrik Redant della squadra Lotto davanti all'olandese Patrick Tolhoek e all'altro belga Nico Emonds.

## Ordine d'arrivo (Top 10)
| Pos. | Corridore           | Squadra              | Tempo    |
| ---- | ------------------- | -------------------- | -------- |
| 1    | Hendrik Redant      | Lotto                | 4h57'00" |
| 2    | Patrick Tolhoek     | Superconfex-Yoko     | a 15"    |
| 3    | Nico Emonds         | Teka                 | a 20"    |
| 4    | Koen Vekemans       | Lotto                | a 30"    |
| 5    | Danny Lippens       | Hitachi              | s.t.     |
| 6    | Johan Lammerts      | ADR-W-Cup-Bottecchia | s.t.     |
| 7    | Patrice Bar         | Humo-TW Rock         | a 2'52"  |
| 8    | Pino Cerami         | SEFB-Galli-Bulo-Vlan | s.t.     |
| 9    | Frank Van De Vijver | Lotto                | s.t.     |
| 10   | Andy Bishop         | PDM-Ultima-Concorde  | s.t.     |